# Proletariat
Proletariát (latinsko proletarius, siromašen državljan s številnimi otroci) je po marksistični teoriji eden od dveh družbenih razredov v kapitalističnem sistemu. V prvotnem pomenu je vključeval delavce, ki nimajo lastnih sredstev za proizvodnjo in so zategadelj kapitalistom prisiljeni prodajati svoje delo in da z viškom svojega dela zanje proizvajajo presežno vrednost. Izraz je pogosto uporabljen kot sinonim za delavski razred.
Za razliko od sužnjev ali tlačanov je proletariat pravno svoboden, vendar ga ekonomska prisila veže za razred kapitalistov in prisiljuje, da vedno znova prodaja svojo delovno silo kot edino lastnino, s katero razpolaga, kar mu omogoča obstati v procesu kapitalistične reprodukcije kot eden od dejavnikov proizvodnje.

## Razumevanje in nastanek
Izraz in pojem proletariata izvira iz starorimske državne ureditve. V ustavnem pravu rimske republike je bila družba razdeljena v več razredov glede na premoženje. Proletarii so bili državljani z najmanj premoženja, njihov prispevek k republiki naj bi bil predvsem rojevanje otrok (proli). 
Sodobni pomen pojma proletariata gre za ljudi, ki prispevajo k družbi z delom, ki so ga prisiljeni prodajati za mezdo, torej najemni delavci. Ker nimajo lastniških pravic nad proizvodnimi sredstvi ne morejo enakopravno sodelovati v delitvi vrednosti proizvodnje.
Po marksistični teoriji je proletariat najbolj napreden del družbe, ki nastane in postaja vse močnejši v dobi prvobitne akumulacije kapitala, medtem ko je večina pripadnikov vanj stopila iz razreda kmetovalcev in obrtnikov. Kasneje je proletariat črpal tudi iz drugih družbenih razredov, ne izključujoč kapitaliste, če slednje razumemo kot heterogen razred, razdeljen med majhne, srednje in velike kapitaliste.
Uporablja se tudi izraz lumpen-proletariat, ki označuje ljudje, ki so v podobnem lastniškem stanju kot proletariat, vendar se ne preživljajo s koristnim delom ampak na primer z beračenjem, krajami in drugo nezakonito dejavnostjo. Lumpen-proletariat po marksističnem pojmovanju ni napreden del družbe. Za svoje namen ta sloj s pridom izrabljajo politiki populistične usmeritve, posebno pri organiziranju nemirov. 

## Vrste proletariata
Procesi proletarizacije so se pojavili na več področjih in je zato mogoče govoriti o več posebnih slojev proletarcev. Mednje sodijo:
- industrijski proletariat,
- poljedelski proletariat,
- intelektualni proletariat in podobno.

Vse težji položaj proletariata je v preteklosti spodbudil številne filantrope, socialne filozofe in reformatorje, da so se zavzeli za njegov izhod iz nastalega položaja. Med njimi velja navesti socialne utopiste, ki so bili med prvimi. Težnje sta na svoj način artikulirala Karl Marx in Friedrich Engels, ki sta ga opredelila kot družbeno silo, ki lahko in mora nasilno zadušiti kapitalistični sistem, da bi se osvobodil izkoriščanja in podrejenosti.

## Proletariat v sodobnosti
Po nekaterih interpretacijah je marksizem preživet zaradi neobstoja proletariata, ki je v družbenem in političnem razvoju kapitalistične družbe presegel prvotni stadij in danes v večjem delu sestavlja tako imenovane srednje sloje. Po drugi interpretaciji je proletariat sinonim za vse podrejene družbene razrede, ki lahko prodajajo izključno svoje delo, in spričo tega je marksistična teorija in tako razumevanje še vedno aktualno, proletariat pa obstoječ.